# Entre paréntesis
Entre paréntesis es un libro póstumo sobre el novelista y poeta chileno Roberto Bolaño, editado por su amigo, el editor y crítico literario Ignacio Echevarría, quien posteriormente también editaría 2666 y El secreto del mal. Fue publicado en Barcelona el año 2004 por Editorial Anagrama, formando parte de las colecciones «Argumentos» y «Compactos».
El libro incluye la mayoría de ensayos, artículos literarios y discursos escritos por Bolaño entre 1998 (fecha de publicación de Los detectives salvajes) y 2003 (año de su muerte). Este es el segundo libro del autor publicado de manera póstuma, luego de su libro de cuentos El gaucho insufrible, publicado sólo unos meses después de su fallecimiento.

## Estructura
| «De lo perdido, de lo irremediablemente perdido, sólo deseo recuperar la disponibilidad cotidiana de mi escritura, líneas capaces de cogerme el pelo y levantarme cuando mi cuerpo ya no quiera aguantar más». —Roberto Bolaño, Amberes (epígrafe). |

El libro comienza con una nota de «Presentación» escrita por Ignacio Echevarría, fechada en mayo de 2004 y donde afirma que este libro, un conjunto de ensayos, artículos, entrevistas y prólogos de libros de otros autores, escritos por Bolaño, «ofrece, en conjunto, una "cartografía personal" del escritor: lo que más se acerca, entre todo cuanto escribió, a una especie de "autobiografía" fragmentada».
Luego el contenido del libro se divide en seis partes, conformadas cada una de ellas por varios textos breves. Estas partes vienen precedidas por una pseudo-autobiografía del autor, y cierran con su última entrevista dada, para la periodista Mónica Maristain de la revista Playboy de México, y titulada Estrella distante, como su novela homónima.
Finalmente, el libro acaba con una sección de «Procedencias», donde se explica el origen de los textos que aparecen en el libro; un «Índice onomástico», donde figuran varios cientos de nombres de artistas mencionados por Bolaño; y el «Índice» propiamente tal con los distintos textos de la obra.

## Contenido
Luego de la publicación y rápido éxito de su novela Los detectives salvajes, a Bolaño lo comienzan a invitar de manera frecuente para asistir a entrevistas y conferencias, así como para escribir publicaciones en revistas y medios de prensa. A fines de 1998 acepta el compromiso de escribir una columna de frecuencia aproximadamente semanal para el Diari de Girona, periódico en lengua catalana de la Provincia de Gerona (a la cual pertenece Blanes) donde también publicaba el escritor José María Gironella. Su primera entrega (que eran escritas en castellano, y luego traducidas por los editores al catalán) es publicada en enero de 1999, y estas se extienden hasta la primera mitad de 2000, totalizando aproximadamente medio centenar de columnas y reseñas literarias. Luego de suspendida su colaboración regular con el Diari de Girona, Bolaño acepta la propuesta de su amigo Andrés Braithwaite para colaborar en el periódico chileno Las Últimas Noticias (que por entonces aún no se había convertido en un medio de farándula) proponiéndole publicar en una columna similar a la que tenía en el Diari de Girona, que por iniciativa de Braithwaite se llamó Entre paréntesis. En este libro se encuentran la gran mayoría de estas publicaciones, comprendidas entre mayo de 1999 y enero de 2003, así como las del Diari de Girona para las cuales se encontró su versión original en castellano.
Los textos comprendidos en «Preliminar. Autorretrato», «Acerca de Los detectives salvajes» y «Discurso de Caracas» fueron publicados anteriormente en 2002 en el libro de ensayos y críticas literarias sobre su obra, titulado Roberto Bolaño: la escritura como tauromaquia y editado por Celina Manzoni.
| Nombre de texto                                                                          | Procedencia |
| ---------------------------------------------------------------------------------------- | --- |
| «Preliminar. Autorretrato»                                                               | |
| 1. «Tres discursos insufribles»                                                          | |
| «Derivas de la pesada»                                                                   | Leído el 14 de diciembre de 2002 en Kosmópolis, Fiesta Internacional de la Literatura, realizada en el Centro de Cultura Contemporánea de Barcelona (CCCB). Publicado nuevamente en El secreto del mal (2007). |
| «Discurso de Caracas»                                                                    | Discurso para la entrega del Premio Rómulo Gallegos, publicado en Roberto Bolaño: la escritura como tauromaquia (2002) y luego en Bolaño salvaje (2008).                                                       |
| «Literatura y exilio»                                                                    | |
| 2. «Fragmentos de un regreso al país natal»                                              | |
| «Exilios»                                                                                | |
| «Fragmentos de un regreso al país natal»                                                 | Entrevista para revista Paula, n.º 792, pp. 98-101, Santiago de Chile, febrero de 1999. |
| «El pasillo sin salida aparente»                                                         | Entrevista para Ajoblanco, n.º 116, pp. 54-57, Barcelona, España, mayo de 1999. |
| «Palabras del espacio exterior»                                                          | |
| «Una proposición modesta»                                                                | |
| «A la intemperie»                                                                        | |
| «A la poesía chilena y la intemperie»                                                    | |
| «Sobre Bruno Montané»                                                                    | |
| «Ocho segundos con Nicanor Parra»                                                        | |
| «Los perdidos»                                                                           | |
| «El misterio transparente de José Donoso»                                                | |
| «Sobre la literatura, el Premio Nacional de Literatura y los raros consuelos del oficio» | Publicado originalmente el 27 de agosto de 2002 como crónica en Las Últimas Noticias. |
| 3. «Entre paréntesis»                                                                    | |
| I (enero de 1999-abril de 2000)                                                          | |
| «La mejor banda»                                                                         | |
| «El invierno de las lectoras»                                                            | |
| «Los pasteleros»                                                                         | |
| «La librera»                                                                             | |
| «Tomeo»                                                                                  | |
| «Los libreros de memorias»                                                               | |
| «La primavera de Blanes»                                                                 | |
| «La literatura chilena»                                                                  | |
| «'Ferdydurke' en catalán»                                                                | |
| «Berlín»                                                                                 | |
| «Civilización»                                                                           | |
| «La poeta Olvido García Valdés»                                                          | |
| «Roberto Brodsky»                                                                        | |
| «Historias de julio»                                                                     | |
| «A. G. Porta»                                                                            | |
| «Son raros los amigos»                                                                   | |
| «Aviones»                                                                                | |
| «Dimas Luna, príncipe»                                                                   | |
| «Ana María Navales»                                                                      | |
| «Los Ángeles del Infierno»                                                               | |
| «El fantasma de Àngel Planells»                                                          | |
| «Cuento de Navidad en Blanes»                                                            | |
| II (mayo de 1999-julio de 2001)                                                          | |
| «Una tarde con Huidobro y Parra»                                                         | |
| «Lichtenberg ante la muerte»                                                             | |
| «Sergio Pitol»                                                                           | |
| «El increíble César Aira»                                                                | |
| «Recuerdos de Juan Villoro»                                                              | |
| «Hannibal, de Thomas Harris»                                                             | |
| «Miguel Casado: poeta»                                                                   | |
| «El estilete de Rodrigo Rey Rosa»                                                        | |
| «Osvaldo Lamborghini: mártir»                                                            | |
| «Sara y Steva»                                                                           | |
| «Mosley»                                                                                 | |
| «Borges y los cuervos»                                                                   | |
| «Sol y calavera»                                                                         | |
| «'El asunto de Sinaloa'»                                                                 | |
| «Burroughs»                                                                              | |
| «Neuman, tocado por la gracia»                                                           | |
| «El valor»                                                                               | |
| «Wilcock»                                                                                | |
| «Puigdevall, el raro»                                                                    | |
| «Javier Cercas vuelve a casa»                                                            | |
| «Neruda»                                                                                 | |
| «Pezoa Véliz»                                                                            | |
| «'Una casa para siempre'»                                                                | |
| «El siglo de Grass»                                                                      | |
| «El rapsoda de Blanes»                                                                   | |
| «El alma vendida al diablo»                                                              | |
| «El antepasado»                                                                          | |
| «La novela como puzzle»                                                                  | |
| «Un cuento perfecto»                                                                     | |
| «Alphonse Daudet»                                                                        | |
| «Jonathan Swift»                                                                         | |
| «Ernesto Cardenal»                                                                       | |
| «Una novela de Turguéniev»                                                               | |
| «Horacio Castellanos Moya»                                                               | |
| «Borges y Paracelso»                                                                     | |
| «La última novela de Javier Cercas»                                                      | |
| «Braque: 'El día y la noche'»                                                            | |
| «Il Sodoma»                                                                              | |
| «Autores que se alejan»                                                                  | |
| «Philip K. Dick»                                                                         | |
| «El libro que sobrevive»                                                                 | |
| «'Meridiano de sangre'»                                                                  | |
| «Trovadores»                                                                             | |
| «Herralde»                                                                               | |
| «Conjeturas sobre una frase de Breton»                                                   | |
| «Intento de agotar a los mecenas»                                                        | |
| III (septiembre de 2002-enero de 2003)                                                   | |
| «Jim»                                                                                    | |
| «El suicidio de Gabriel Ferrater»                                                        | |
| «Rodrigo Rey Rosa en Mali, creo»                                                         | |
| «Unas pocas palabras para Enrique Lihn»                                                  | |
| «Todos los temas con Fresán»                                                             | |
| «Recuerdos de Los Ángeles»                                                               | Publicado originalmente entre septiembre de 2002 y enero de 2003 en la columna «Entre Paréntesis» de Las Últimas Noticias.                                                                                     |
| «Autobiografías: Amis & Ellroy»                                                          | |
| «Ese extraño señor Pauls»                                                                | |
| «Javier Aspurúa en su propio funeral»                                                    | |
| «Para llegar de verdad a Madrid»                                                         | |
| «El Bukowski de La Habana»                                                               | |
| «Sergio González Rodríguez bajo el huracán»                                              | |
| «84, Charing Cross Road»                                                                 | |
| «Jaume Vallcorba y los premios»                                                          | |
| «Tiziano retrata a un hombre enfermo»                                                    | |
| «Hojas escritas en la escalera de Jacob»                                                 | |
| «La traducción es un yunque»                                                             | |
| «El humor en el rellano»                                                                 | |
| 4. Escenarios                                                                            | |
| «Pregón de Blanes»                                                                       | |
| «La Selva Marítima»                                                                      | |
| «Playa»                                                                                  | |
| «En busca del Torico de Teruel»                                                          | |
| «Viena y la sombra de una mujer»                                                         | |
| «El último lugar del mapa»                                                               | |
| «Los personajes fatales»                                                                 | |
| 5. El bibliotecario valiente                                                             | |
| «Nuestro guía en el desfiladero»                                                         | |
| «Los inventores delirantes»                                                              | |
| «Las palabras y los gestos»                                                              | |
| «El último libro de Vila-Matas»                                                          | |
| «El bibliotecario valiente»                                                              | |
| «Bomarzo»                                                                                | Prólogo de la edición de la obra publicada por la Biblioteca El Mundo en 2001. |
| «Dos novelas de Mario Vargas Llosa»                                                      | |
| «Los cachorros, una vez más»                                                             | |
| «El principio del Apocalipsis»                                                           | |
| «Notas alrededor de Jaime Bayly»                                                         | |
| «Un paseo por el abismo»                                                                 | |
| «Sevilla me mata»                                                                        | |
| 6. Un narrador en la intimidad                                                           | |
| «¿Quién es el valiente?»                                                                 | |
| «Un narrador en la intimidad»                                                            | |
| «Consejos sobre el arte de escribir cuentos»                                             | Con el título «Números» en Quimera n.º 166, p. 66, 1998. |
| «Acerca de Los detectives salvajes»                                                      | |
| «Final: 'Estrella distante' (entrevista de Mónica Maristain)»                            | Entrevista para Playboy México, 23 de julio de 2003. |

## Análisis de la obra
Para la académica Celina Manzoni, el texto «Consejos sobre el arte de escribir cuentos» es uno de los muchos ejemplos de la lucha del autor en contra del canon literario.